# Rita Leska
Rita Leska (* 31. August 1947 in Bottrop) ist eine deutsche Schauspielerin.

## Leben
Sie machte ihren Realschulabschluss in Bottrop und besuchte danach die Folkwang-Hochschule in Essen, wo sie ihren späteren Ehemann Rüdiger Kirschstein kennenlernte.
Noch während ihrer Ausbildung wurde sie 1965 von Peter Palitzsch für die Rolle der Jeanne d’Arc engagiert, zu dem Fernsehspiel „Der Prozess der Jeanne d’Arc zu Rouen 1431“ nach Anna Seghers / Bertolt Brecht.
Danach erhielt sie Theaterengagements ans Staatstheater Stuttgart bis 1969 und darauf folgend ans Schauspielhaus Zürich, wo sie mit zu den Begründern der Berliner „Schaubühne am Halleschen Ufer“ zum festen Ensemble gehörte.
Ab 1973 ist sie als freie Schauspielerin tätig.
Recherchen-Reisen und Dreharbeiten führten sie durch ganz Europa, Nord- und Südafrika, Namibia, Thailand und – außer Brasilien – ganz Lateinamerika; wo sie sich – zusammen mit Rüdiger Kirschstein – für sozialistische Befreiungsbewegungen, gegen Militärdiktaturen einsetzte und internationale Solidaritätsaktionen für Menschenrechte unterstützte.
Rita Leska hat mehrere Drehbücher für die Fernfahrer-Abenteuer-TV-Serie „Auf Achse“ bearbeitet und eines im Auftrag der Bavaria Film geschrieben.
Außerdem begleitete sie Rüdiger Kirschstein als Coach während seiner Dreharbeiten.
Sie gastierte an Theatern wie: Ruhrfestspiele Recklinghausen, Schauspielhaus Hamburg, Staatstheater Stuttgart, Schillertheater Berlin, Teatro Olympico Rom, sowie Abstechern nach Mailand, Florenz, Helsinki, Zürich etc.

## Filmografie (Auswahl einiger Arbeiten)
- 1966: Der Prozess der Jeanne d’Arc zu Rouen 1431 (TV)
- 1971: Die Mutter (TV-Theater-Aufzeichnung)
- 1971: Peer Gynt (TV-Theater-Aufzeichnung)
- 1972: Die Wollands (Kino)
- 1973: Geschichtspunkte (TV)
- 1974: Die bürgerlich-badische Revolution von 1848 (TV)
- 1975: Gesundheit (TV)
- 1975: Linda (TV)
- 1980: Berlin Mitte (TV)
- 1981: Harry & Sunny (TV)
- 1981: Leutersbronner Geschichten (TV)
- 1987: Pentesilea en Sicilia (RAI 1)
- 1988: Strafmündig (TV)
- 1989: Move on up (TV/Kino)
- 1991: Schlangenliebe (TV)
- 1992: Krücke (Kino)
- 2003: Blueprint (Kino)